# May Beatty

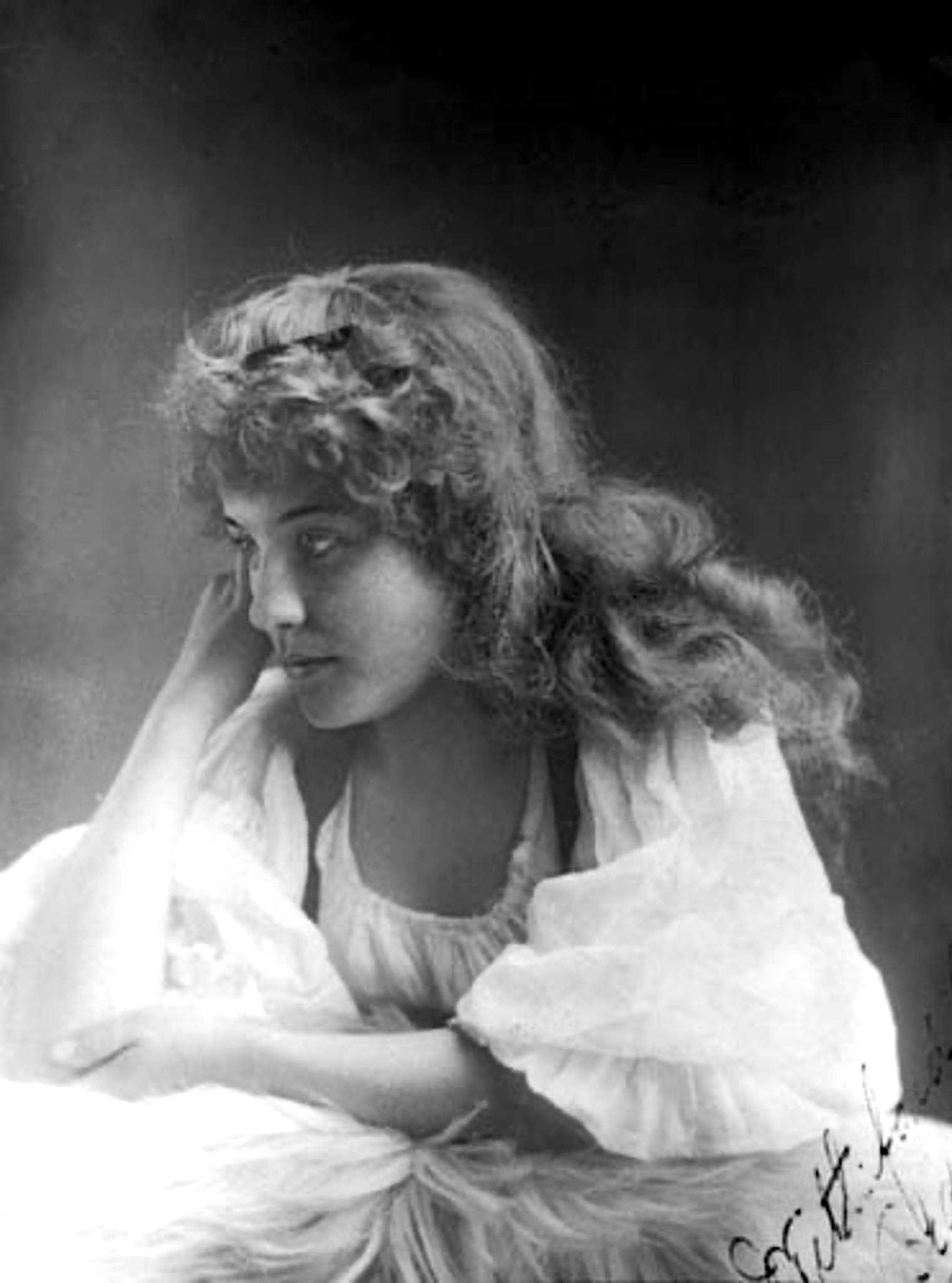
May Beatty
(vor 1910)

May Beatty (* 4. Juni 1880 in Christchurch, Neuseeland; † 1. April 1945 in Azusa, Kalifornien, Vereinigte Staaten) war eine neuseeländische Sängerin und Schauspielerin.

## Frühes Leben
May Beatty wurde am 4. Juni 1880 als Tochter der Eheleute Emma Furby und dem Hotelier und Theatermanager George Beatty in Christchurch geboren. Ihr Vater besaß das Theatre Royal in der Stadt, das an dem Palace Hotel in der Gloucester Street angrenzte und May früh in Kontakt mit der Theater-Szene brachte. Im Alter von elf Jahren soll dort auch ihre Karriere als Schauspielerin begonnen haben.

## Karriere als Schauspielerin
Im August 1891 wurden May und ihre 13-jährige Schwester Maud von dem Theater- und Opernproduzenten Tom Pollard engagiert, um mit ihnen und seiner jugendlichen komischen Operntruppe durch Neuseeland und Australien zu touren. Zeitgleich sollten beide in allen Belangen der Bühnenarbeit unterrichtet und ausgebildet werden. Im August 1892 wurde sie während einer Tournee durch Westaustralien für die kleine Rolle der Fiametta in Die Gondoliere bestimmt. Nach und nach bekam sie immer größere Rollen, bis sie 1894 die wohlwollende Aufmerksamkeit der Zeitungskritiker auf sich zog und das Publikum Zugaben für ihre vorgetragenen Lieder erklatschte. Sie war damit eine von mehreren neuseeländischen Darstellerinnen geworden, die in den 1890er Jahren mit der Pollard Opera Company in Neuseeland und Australien zu Ruhm gelangten. Doch in ihren jungen Jahren musste sie wegen ihres Übermuts und frechem Auftreten häufig einen Teil ihrer Gage als Strafe zahlen.
In den späten 1890er Jahre war die Entwicklung der musikalischen Komödie ideal für May, konnte sie doch ihr Temperament voll ausspielen und bekam bald Hauptrollen in Musicals wie La poupée, The Belle of New York, The Geisha oder Florodora. Anfang 1902 verließ sie die Gruppe um Pollard und trat als Hauptattraktion zusammen mit verschiedenen Musical-Comedy-Gruppen in Australien und Neuseeland auf.

## England
1906 ging May zusammen mit dem Komiker Edward Lauri, der unter dem bürgerlichen Namen Edward James Lowe bekannt war, nach England. Sie heirateten am 8. Dezember 1908 in London und hatte eine Tochter. May und Edward traten zusammen in Großbritannien und Irland auf und hatten Erfolg mit ihren Pantomimen, Musicals und kurzen musikalischen gemischten Darbietungen. Edward schrieb Stücke, die May in den Music Halls und Varietés zum Besten geben konnte. Als ihr Mann am 9. Januar 1919 in London verstarb, spielte sie noch von 1920 bis 1921 das Stück The Shop Girl am Gaiety Theatre und das Stück Sybil am Daly's Theatre, beide in London.
Ende 1922 kehrte sie nach Neuseeland und Australien zurück, um in dem Stück The O'Brien Girl aufzutreten. In den Jahren 1928 und 1929 tourte sie mit den Stücken The Girl Friend und Hit the Deck erneut durch die beiden Länder und hatte mit ihrer gezeigten Vitalität und Energie Erfolg bei den Zuschauern.

## Kalifornien
1930 ging May nach Kalifornien und ließ sich in Hollywood nieder. Sie spielte dort von 1930 bis 1943 in 47 Filmen mit mehr oder weniger kleinen Nebenrollen mit (siehe unten), wurde darüber aber nicht berühmt.
May Beatty verstarb am 1. April 1945 im Alter von 64 Jahren in Azusa, am Rande von Los Angeles.

## Als Schauspielerin in Filmen
- 1930 – The Benson Murder Case als Mrs. Paula Banning
- 1930 – Ex-Flame als Lady Harriett
- 1931 – East Lynne als Charity Bazaar Committee
- 1931 – Chances als Mayfair 1119 – ohne Namensnennung
- 1931 – The Road to Singapore als Bridge Player on Ship
- 1932 – The Man Called Back als Mrs. Lucy Sanderson
- 1932 – Vanity Street als Mrs. Dantry
- 1933 – Horse Play als The Duchess
- 1933 – Ann Vickers als Nurse – ohne Namensnennung
- 1933 – Rainbow Over Broadway als Queenie
- 1934 – The Little Minister als Rintoul's Maid Making Wedding Dress
- 1935 – Becky Sharp als Briggs
- 1935 – Mad Love als Françoise
- 1935 – Here Comes the Band als Miss Doyle
- 1935 – The Girl Who Came Back als "Auntie"
- 1935 – The Widow from Monte Carlo als Dowager
- 1936 – The Invisible Ray als Mme. LeGrand – ohne Namensnennung
- 1936 – Little Lord Fauntleroy als Mrs. Mellon
- 1936 – Show Boat
- 1936 – Private Number als Grandma Gammon
- 1936 – The White Angel als Nurse – ohne Namensnennung
- 1936 – Satan Met a Lady als Mrs. Arden – ohne Namensnennung
- 1936 – Lloyd's of London als Lady Markham
- 1936 – Camille als Dowager
- 1937 – The Romance Of Robert Burns als Lady Argyle – ohne Namensnennung
- 1937 – Call It a Day als Frank's Landlady – ohne Namensnennung
- 1937 – She Loved a Fireman als Mrs. Michaels
- 1938 – One Wild Night als Mrs. Spencer – ohne Namensnennung
- 1938 – They're Always Caught als Grocery Clerk – ohne Namensnennung
- 1938 – Mysterious Mr. Moto als Woman at Police Station
- 1938 – If I Were King als Anna
- 1938 – I Am a Criminal als Maggie
- 1939 – Union Pacific als Mrs. Hogan – ohne Namensnennung
- 1939 – The Adventures of Sherlock Holmes als Mrs. Jameson, Brandon Housekeeper
- 1939 – The Women als Fat Woman / Society Woman – ohne Namensnennung
- 1939 – Eternally Yours als Dowager
- 1939 – We Are Not Alone als Mrs. Patterson
- 1940 – That Inferior Feeling als Cleaning Woman – ohne Namensnennung
- 1940 – Vigil in the Night als Mrs. Merchant – Prescott's Housekeeper
- 1940 – My Son, My Son! als Annie
- 1940 – Pride and Prejudice als Mrs. Philips
- 1941 – Dressed to Kill als Phyllis Lathrop
- 1941 – I Wake Up Screaming als Lady Handel
- 1942 – This Above All als Tea Shop Customer
- 1943 – Forever and a Day als Wartime Londoner Cook
- 1943 – Lassie Come Home als Woman – ohne Namensnennung

Quelle: The Movie DB